# لاجئو الحرب الأهلية السورية في تركيا

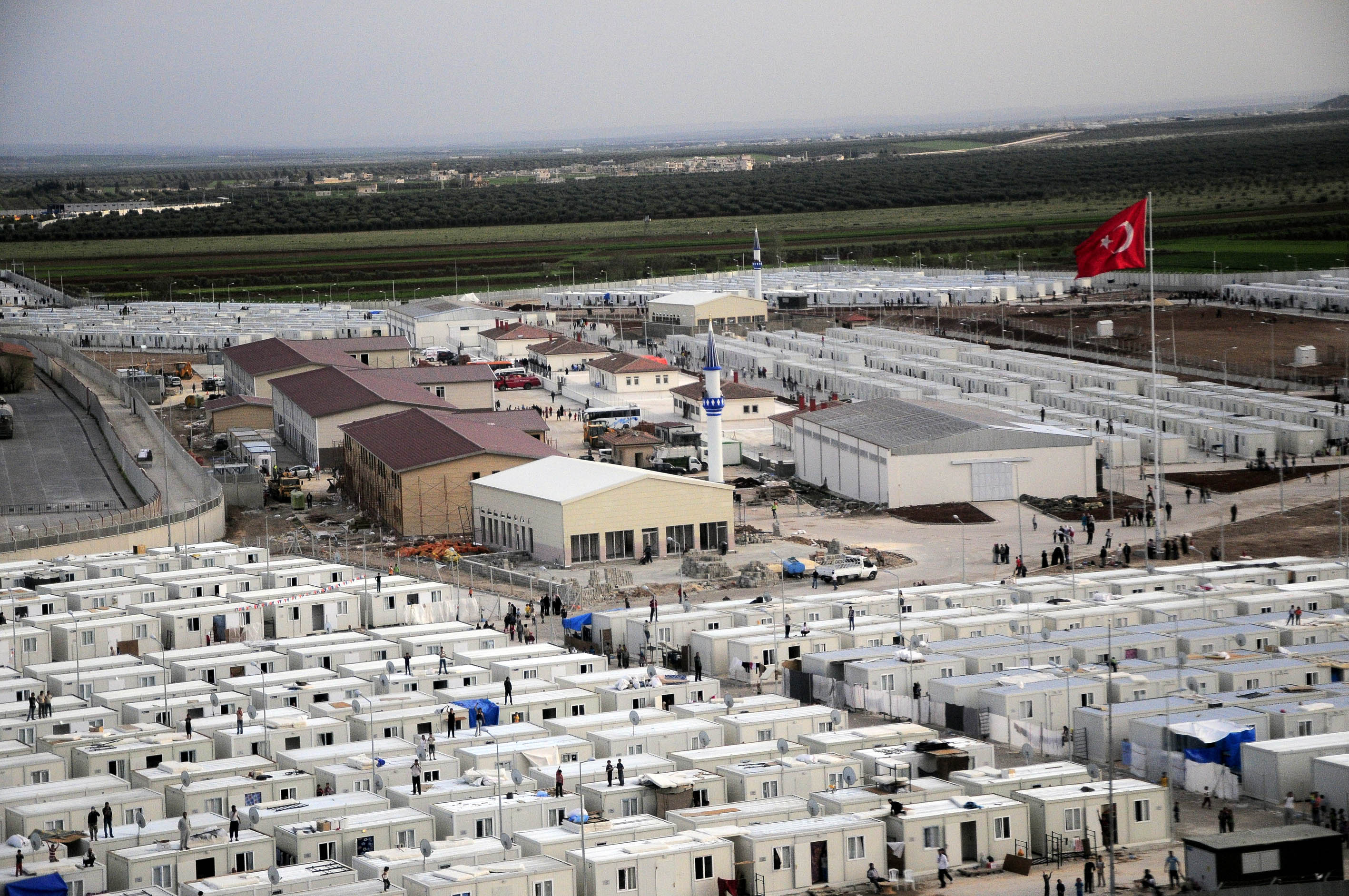
مرفق كلز أنقبر للإقامة

لاجئو الحرب الأهلية السورية في تركيا هم اللاجئون السوريون الفارون من الحرب الأهلية السورية. تستضيف تركيا أكثر من 3.7 مليون لاجئ مسجل.
كجزء من أزمة المهاجرين في تركيا، وفقًا لمفوضية الأمم المتحدة السامية لشؤون اللاجئين (UNHCR)، استضافت تركيا في عام 2018 (63٪) من جميع اللاجئين السوريين في العالم. يتم استضافة أكثر من ثلث اللاجئين في جنوب شرق تركيا، بالقرب من الحدود السورية التركية.

## إحصائيات
اعتبارًا من 31 آذار (مارس) 2022، كان هناك 3،763،565 لاجئًا سوريًا مسجلاً في تركيا.